# Enriqueta González Baz
Enriqueta González Baz y de la Vega (22 septembre 1915 - 22 décembre 2002) est une mathématicienne mexicaine, fondatrice de la Société mathématique mexicaine et la première femme à obtenir un doctorat en mathématiques au Mexique. 

## Formation
Après avoir terminé ses études secondaires, son père l'a envoyée dans un programme de deux ans d'études domestiques, suivant la tradition de l'époque, où une des enseignantes, Elena Picazo de Murray, a reconnu son talent. Elle a étudié dans une école du soir au collège San Ildefonso, a obtenu un diplôme d'enseignement à l'Escuela Nacional de Maestros et a obtenu un bachelor en sciences physiques et mathématiques à l'Escuela Nacional Preparatoria (en) de l'université nationale autonome du Mexique. Elle a obtenu le titre de professeur de primaire par l'École Nationale de Maîtres,.
Elle a rédigé une thèse sur les fonctions spéciales (Bessel, Gama et Legender) avec pour examinateurs les scientífiques mexicains Manuel Sandoval Vallarta et Carlos Graef Fernández ainsi que le mathématicien Francisco Zubieta Rusi.
Elle a poursuivi des études de troisième cycle au Bryn Mawr College à Philadelphie. Elle est la première femme à obtenir un doctorat en mathématiques au Mexique,,. Malencontreusement, en inscrivant la licence dans la Direction Générale de Professions, le Secrétariat à l'Éducation publique du Mexique a confondu le titre avec le de maîtresse d'enseignement en mathématiques pour des écoles secondaires,.

## Carrière et contributions
Elle est devenue professeure de mathématiques à l'Escuela Nacional Preparatoria et a également occupé plusieurs postes associés. Parmi ses travaux mathématiques, elle traduisit le manuel Topology de 1930 de Solomon Lefschetz. 
En 1942, s'est tenu le premier Congrès National de Mathématiques, qui a eu pour conséquence la création de la Société Mathématique Mexicaine en 1943. González Baz fait partie des cinq femmes (parmi 131 membres fondateurs) qui ont initié ce groupement,.

## Reconnaissances
En 2010, la Promenade de la Femme Mexicaine (es), siruée à Monterrey, Nuevo León, a reconnu une série de scientifiques et universitaires mexicaines, dont Enriqueta González.